# Gare de Farbus
La gare de Farbus est une gare ferroviaire française de la ligne d'Arras à Dunkerque-Locale, située sur le territoire de la commune de Farbus, dans le département du Pas-de-Calais, en région Hauts-de-France. 
C'est une halte voyageurs de la Société nationale des chemins de fer français (SNCF), desservie par des trains TER Hauts-de-France.

## Situation ferroviaire
Établie à 77 mètres d'altitude, la gare de Farbus est située au point kilométrique (PK) 202,907 de la ligne d'Arras à Dunkerque-Locale, entre les gares de Bailleul-Sir-Berthoult et de Vimy.

## Histoire
En 1880, on pose une jonction de voies et une nouvelle voie de manœuvre.

## Service des voyageurs

### Accueil

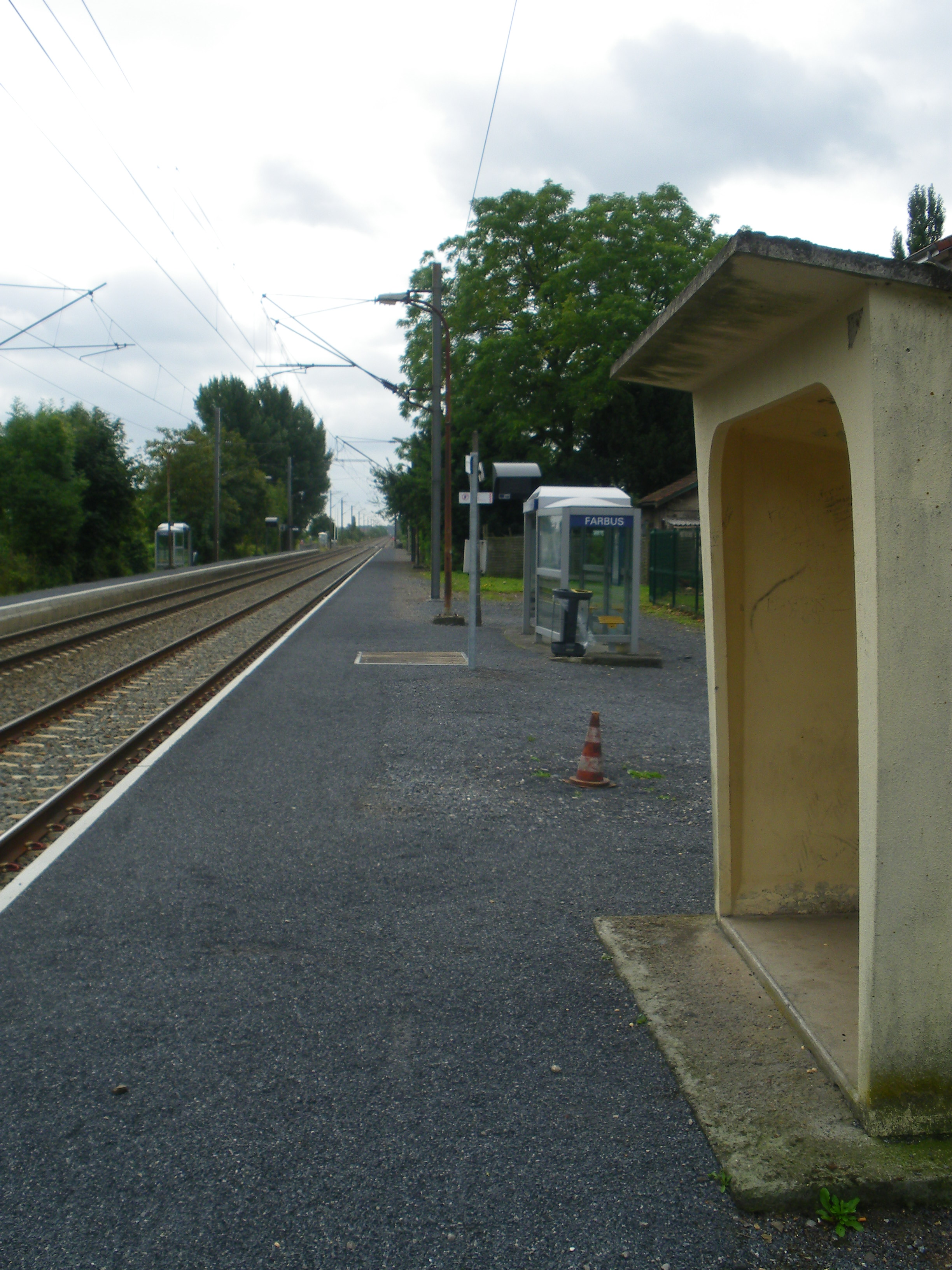
Vue des quais.

Halte SNCF, c'est un point d'arrêt non géré (PANG) à accès libre.

### Desserte
Farbus est desservie par des trains TER Hauts-de-France, qui effectuent des missions entre les gares d'Arras et d'Hazebrouck.

### Intermodalité
Le stationnement des véhicules est possible à proximité de l'ancien bâtiment voyageurs.